# Mohreh (ort i Iran)
Mohreh (persiska: مهره) är en ort i Iran.   Den ligger i provinsen Ardabil, i den nordvästra delen av landet, 500 km nordväst om huvudstaden Teheran. Mohreh ligger 777 meter över havet och antalet invånare är 323.
Terrängen runt Mohreh är lite bergig. Runt Mohreh är det ganska tätbefolkat, med 70 invånare per kvadratkilometer. Närmaste större samhälle är Germī, 14,0 km väster om Mohreh. Trakten runt Mohreh består till största delen av jordbruksmark.